# 和田源太
和田 源太（わだ げんた、1994年7月10日 - ）は、日本の元ラグビー選手。

## プロフィール
- 大阪府出身[1]。
- 現役時代のポジションはスタンドオフ(SO)。
- 身長 179cm、体重 90kg
- ニックネームはげんた、げんちゃん、ゲニー。
- TIDシニアキャンプスコッドに選ばれたことがある[2]

## 略歴
2013年、御所実業高校卒業後、法政大学に入学する。なお御所実業高校時代、高校日本代表候補に選ばれたことがある。
2016年、法政大学ラグビー部の副将に就任した。
2017年、法政大学卒業後、ヤマハ発動機ジュビロ(現・静岡ブルーレヴズ)に加入。
2022年、現役を引退。